# 锡扬拉卡斯卡德
锡扬拉卡斯卡德（法語：Sillans-la-Cascade，法語發音：[sijɑ̃ la kaskad]）是法国普罗旺斯-阿尔卑斯-蓝色海岸大区瓦尔省的一个市镇，属于布里尼奥勒区。

## 地理
锡扬拉卡斯卡德（43°34'4"N, 6°10'47"E）面积20.17 平方千米，位于法国普罗旺斯-阿尔卑斯-蓝色海岸大区瓦尔省，该省份为法国东南部沿海省份，北起上普罗旺斯阿尔卑斯省，西北角与沃克吕兹省接壤，西接罗讷河口省，南濒地中海，东临滨海阿尔卑斯省。
与锡扬拉卡斯卡德接壤的市镇（或旧市镇、城区）包括：里耶兹、欧普斯、科蒂尼亚克、福克斯昂富、蓬特韦斯、萨莱讷。

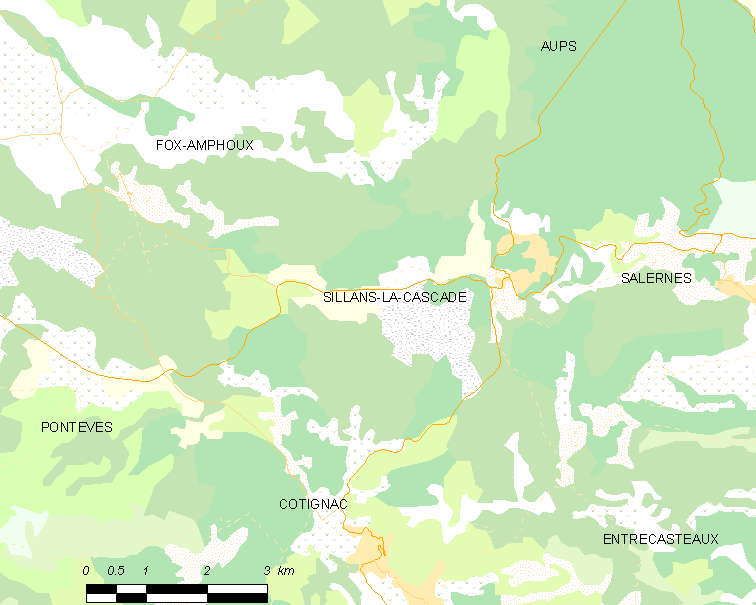
锡扬拉卡斯卡德的OSM定位图

锡扬拉卡斯卡德的时区为UTC+01:00、UTC+02:00（夏令时）。

## 行政
锡扬拉卡斯卡德的邮政编码为83690，INSEE市镇编码为83128。

## 政治
锡扬拉卡斯卡德所属的省级选区为弗拉约斯克县。

## 人口

1962-2008年间锡扬拉卡斯卡德人口变化图示

锡扬拉卡斯卡德于2022年1月1日时的人口数量为783人。